# Leucomium crinitifolium
Leucomium crinitifolium là một loài Rêu trong họ Leucomiaceae. Loài này được (Müll. Hal.) Mitt. mô tả khoa học đầu tiên năm 1869.